# Euxoa contagionis
Euxoa contagionis là một loài bướm đêm trong họ Noctuidae.